# Максимо Чанда Мвале
Чанда Мвале (англ. Chanda Mwale; 22 травня 1961 — 27 липня 2001), широко відомий як «Максимо» (англ. Maximo) — замбійський комік і телеведучий.
Він знявся у низці короткометражних фільмів, відомих під назвою «Play Cicle» на Національній телерадіомовній корпорації Замбії (ZNBC). Разом з колегою-коміком і другом Даніелем Каненгокі, відомим під псевдонімом «Саузанде», вони стали дуетом у низці спільних шоу.
Помер 27 липня 2001 року після хвороби та був похований 31 липня 2001 року на кладовищі Old Leopards Hill в Лусаці. На момент смерті у нього залишилися дружина і 3 дітей.

## Нагороди
У 2011 році він отримав посмертну нагороду від Національної асоціації медіамистецтв.